# Wakehurst Place Garden

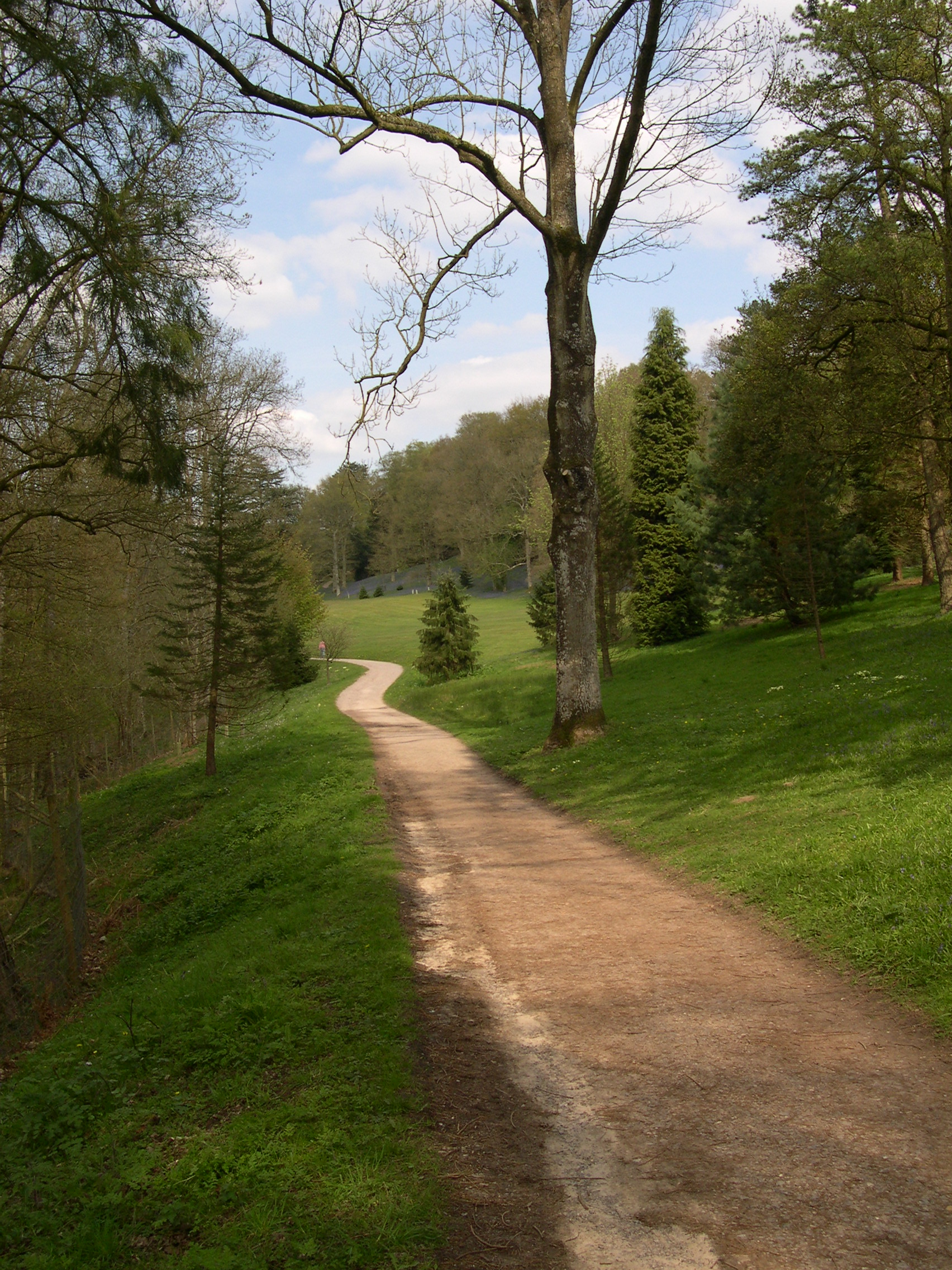
Camino de paseo en el Wakehurst Place Garden.

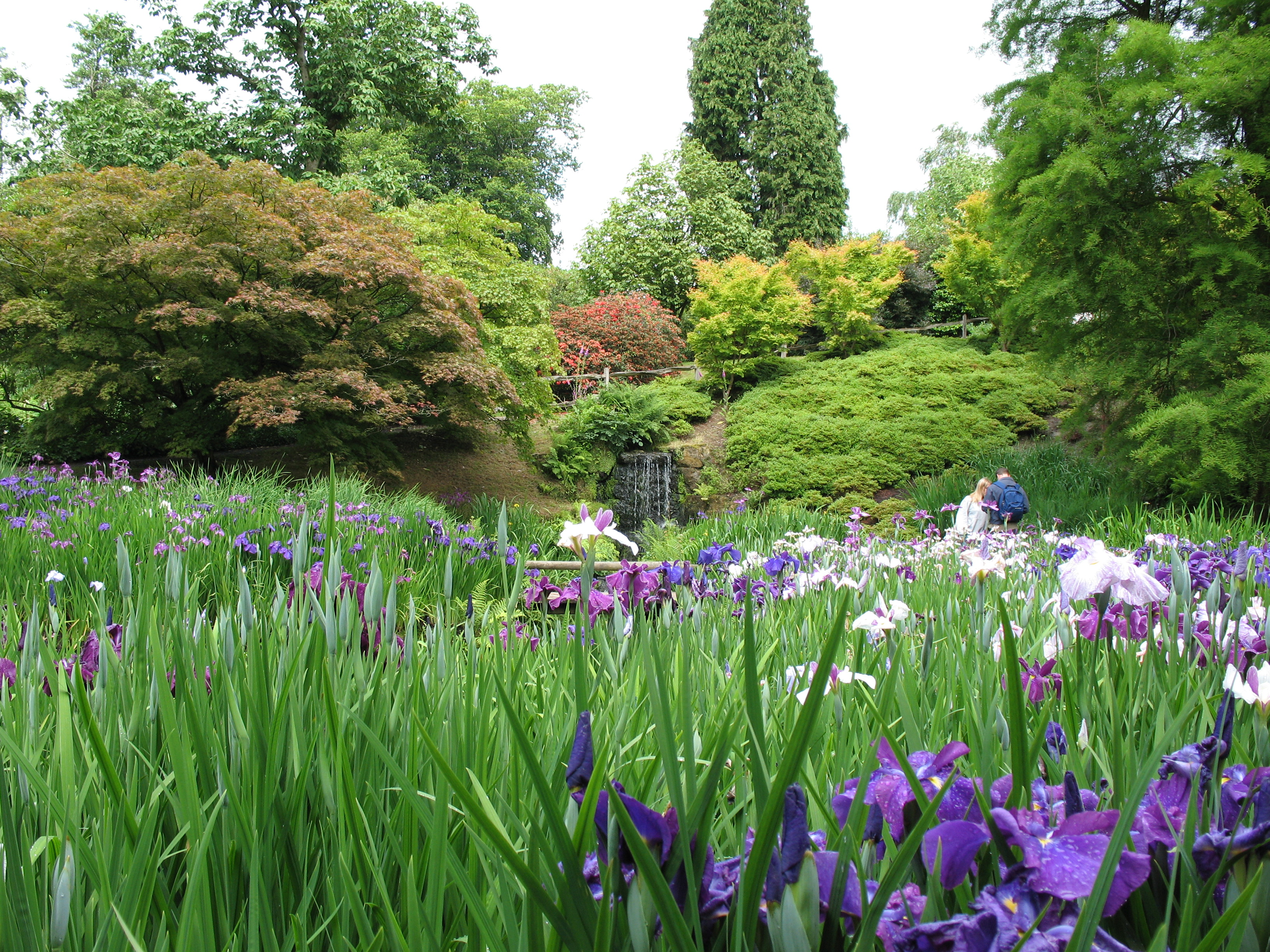
El jardín Wakehurst Place en junio.

Wakehurst Place Garden es un jardín botánico y arboreto de unos 2 kilómetros cuadrados (500 acres) de extensión, localizado en Ardingly (ref. grid TQ340315), West Sussex en el sur de Inglaterra. Es una de las propiedades del National Trust for Places of Historic Interest or Natural Beauty y está administrado por el Real Jardín Botánico de Kew. Según los datos que obran en poder del National Trust durante el periodo de 2004–2005, Wakehurst Place Garden fue la propiedad del Trust más visitada con 420,000 visitantes.

## Historia
El jardín fue creado en gran medida por Gerald W.E. Loder (señor de Wakehurst) quién compró la finca en 1903 y pasó 33 años en desarrollar los jardines, que cubren actualmente unos 2 kilómetros cuadrados (500 acres). 
Fue continuado por su sucesor Sir Henry Price y los jardines botánicos reales asumieron el control en 1965. Wakehurst es la sede de las colecciones nacionales de betula, hypericum, nothofagus y skimmia. 
El edificio del « Wellcome Trust Millennium Building » Confianza de Wellcome, que contiene un banco de germoplasma de carácter internacional, conocido como « Millennium Seed Bank Project » , que se inició en el 2000. El objetivo del banco de semillas del milenio es conservar el 10% de totalidad de las semillas de la flora mundial antes del 2009, con la esperanza de que esto evite extinciones de especies en estado salvaje.

## Colecciones
Incluye las áreas del jardín intramuros, jardín de plantas acuáticas, arboreto y un humedal de conservación.
Wakehurst es lugar de crecimiento del árbol de Navidad más grande de Inglaterra. El árbol se coloca en 35 m de alto y se enciende con alrededor 1800 luces de Adviento hasta la duodécima noche. Las bombillas en el árbol fueron cambiadas en 2006/2007 por bombillas de ahorro de energía así que el árbol no es tan brillante como antes pero ahorra una gran cantidad de energía.
La mayor parte de la película de Kenneth Branagh del año 2006 As You Like It, adaptación de una obra de Shakespeare, fue rodada en Wakehurst Place.